# A Rózsaszín Párduc (film, 1963)
A Rózsaszín Párduc (eredeti cím: The Pink Panther) 1963-ban bemutatott amerikai bűnügyi filmvígjáték, melyet Blake Edwards rendezett, az azonos című filmsorozat első részeként. A főbb szerepekben David Niven, Peter Sellers, Robert Wagner, Capucine és Claudia Cardinale látható.
Az Olaszországban 1963. december 18-án bemutatott film bevételi és kritikai sikert aratott. 2010-ben bekerült a Kongresszusi Könyvtár Nemzeti Filmadatbázisába, mint „kulturálisan, történelmileg vagy esztétikailag jelentős” film.
Az eredeti filmet számos folytatás követte, 2006-ban a remake-je is elkészült, hasonló címmel.

## Cselekmény
Kislánykorában Dala hercegnő maharadzsa édesapjától, Lugash uralkodójától ajándékba kapja a világ legnagyobb gyémántját, a Rózsaszín Párducot. A rózsaszín drágakőnek van egy ritka hibája, közelről nézve egy benne található elszíneződés párduc-alakra hasonlít. Húsz évvel később Dala száműzetésbe kényszerült, miután édesapja meghalt, országában pedig a lázadók katonai puccsal vették át a hatalmat. Az új kormány igényt tart a drágakőre és a Nemzetközi Bíróság segítségével akarja visszaszerezni azt, ám Dala nem hajlandó lemondani róla.
Dala egy Cortina d’Ampezzóban található síparadicsomba megy üdülni, itt tartózkodik Sir Charles Lytton angol playboy is. Lytton egy "Fantom" névre hallgató hírhedt műkincstolvaj is egyben, akinek a Rózsaszín Párducra fáj a foga. Váratlanul megérkezik szemtelen amerikai unokaöccse, George. A kicsapongó életet élő fiú óriási adósságokat halmozott fel, de azt hazudja, a Békehadtestbe akar belépni – így próbálva továbbra is kiélvezni nagybátyja anyagi támogatását. A rendőrség megbízásából a francia Jacques Clouseau felügyelő is a helyszínre utazik feleségével, Simone-nal, aki történetesen Sir Charles szeretője. A nő hatalmas vagyonra tett szert a Fantom bűntársaként, mindezt a fülig szerelmes, csetlő-botló férje tudta nélkül. Az idősebb házas asszonyra George is szemet vet, miközben Sir Charles Dalának udvarol. George véletlenül tudomást szerez nagybátyja bűnözői tevékenységéről.
Dala római villájában jelmezes partit rendez, ahol egymástól függetlenül Sir Charles és George is megpróbálja ellopni a gyémántot – azonban valaki már megelőzte őket. A felügyelő a helyszínen találja a két férfit és kaotikus körülmények közt üldözőbe veszi őket, mely egy Róma utcáin zajló autós üldözésben csúcsosodik ki. Egy karambol után Sir Charlest és George-ot is letartóztatják. 
Simone tájékoztatja Dalát, hogy Sir Charles le akarta fújni a rablási tervet, és a hercegnő segítségét kéri. Dala elárulja, ő maga lopta el a Rózsaszín Párducot (így nem kell kiadnia azt országa új kormányának), miután Clouseau-tól értesült a tervezett rablásról. A tárgyaláson a védőügyvéd szemtanúként hallgatja meg Clouseau felügyelőt, és kérdéseivel azt sugallja, ő lehet a Fantom. Az ideges felügyelő előveszi zsebkendőjét, hogy megtörölje a homlokát, ekkor a drágakő kiesik a zsebéből.
Miközben a börtönbe viszik, az utcán szerelmes nők tömege rohamozza meg a felügyelőt. Simone a távolból figyelve sajnálkozni kezd, de Sir Charles megnyugtatja: amint a Fantom ismét lecsap, Clouseau mentesül a vádak alól. Sir Charles Dél-Amerikába invitálja unokaöccsét egy újabb rablásra. Újdonsült hírnevét megtapasztalva Clouseau úgy tesz az őt kérdezgető rendőrök előtt, mintha valóban ő lett volna a híres mestertolvaj.
Az utolsó jelenetben a felügyelőt szállító rendőrautó elüti a rajzfilmekből ismert, animált Rózsaszín párducot, amely ezután a "THE END" feliratú táblát tartja a magasba, jelezve a film végét.

## Szereplők

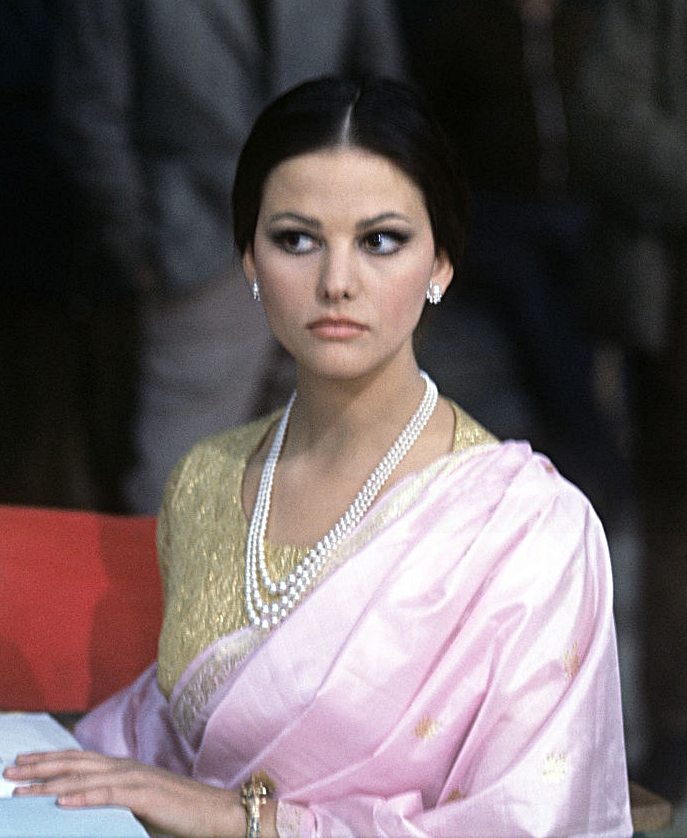
Claudia Cardinale Dala hercegnő szerepében

| Szerep                                  | Színész               | Magyar hang        | Magyar hang      | Magyar hang     | Magyar hang        |
| Szerep                                  | Színész               | 1. szinkron (1977) | 2. szinkron      | 3. szinkron     | 4. szinkron (2004) |
| --------------------------------------- | --------------------- | ------------------ | ---------------- | --------------- | ------------------ |
| Sir Charles Lytton                      | David Niven           | Kaló Flórián       | Kaló Flórián     | Fodor Tamás     | Bács Ferenc        |
| Jacques Clouseau felügyelő              | Peter Sellers         | Márkus László      | Gálvölgyi János  | Szombathy Gyula | Szacsvay László    |
| George Lytton, Sir Charles unokaöccse   | Robert Wagner         | Kalocsay Miklós    | Rátóti Zoltán    | Miller Zoltán   | Selmeczi Roland    |
| Simone Clouseau, a felügyelő felesége   | Capucine              | Hámori Ildikó      | Gór Nagy Mária   | Tóth Enikő      | Tóth Enikő         |
| Dala hercegnő                           | Claudia Cardinale     | Szegedi Erika      | Pap Vera         | Major Melinda   | Zsigmond Tamara    |
| Dala hercegnő                           | Gale Garnett (hangja) | Szegedi Erika      | Pap Vera         | Major Melinda   | Zsigmond Tamara    |
| Tucker                                  | Colin Gordon          |                    | Cs. Németh Lajos | Makay Sándor    | Makay Sándor       |
| Angela Dunning                          | Brenda de Banzie      |                    | Bencze Ilona     | Pásztor Erzsi   | Pásztor Erzsi      |
| védőügyvéd                              | John Le Mesurier      |                    | Gruber Hugó      |                 | Szokolay Ottó      |
| Saloud                                  | James Lanphier        |                    | Melis Gábor      | Tóth Tamás      | Bácskai János      |
| Artoff                                  | Guy Thomajan          |                    | Botár Endre      | Imre István     | Végh Ferenc        |
| énekes                                  | Fran Jeffries         |                    |                  |                 |                    |
| Felix Townes, író                       | Michael Trubshawe     |                    | Kránitz Lajos    | Szélyes Imre    | Versényi László    |
| Aristotle Sarajos, görög hajótulajdonos | Riccardo Billi        |                    |                  |                 |                    |
| Monica Fawn, Hollywood-i filmcsillag    | Meri Welles           |                    |                  |                 | Mics Ildikó        |
| Pierre Luigi, fényképész                | Martin Miller         |                    | Kenderesi Tibor  | Versényi László |                    |

## Fordítás
- Ez a szócikk részben vagy egészben  a   The Pink Panther (1963 film) című angol Wikipédia-szócikk ezen változatának fordításán alapul.  Az eredeti cikk szerkesztőit annak laptörténete sorolja fel. Ez a jelzés csupán a megfogalmazás eredetét és a szerzői jogokat jelzi, nem szolgál a cikkben szereplő információk forrásmegjelöléseként.